# Liste von Persönlichkeiten der Stadt Oschersleben (Bode)

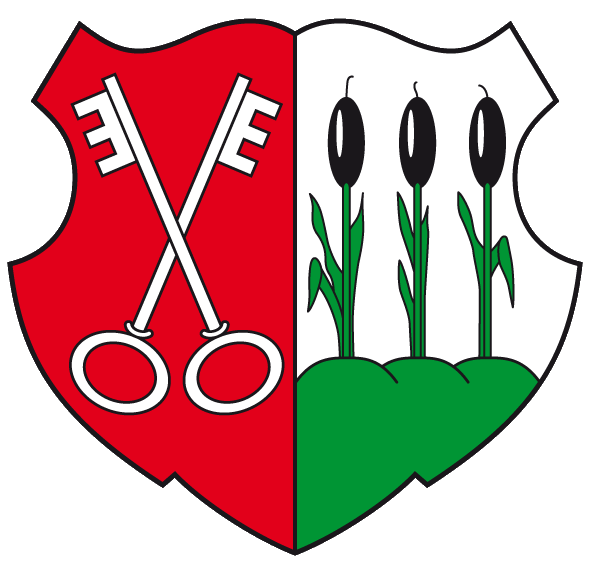
Wappen der Stadt Oschersleben (Bode)

Die Liste von Persönlichkeiten der Stadt Oschersleben (Bode) enthält Personen, die in der Geschichte der sachsen-anhaltischen Stadt Oschersleben (Bode) eine nachhaltige Rolle gespielt haben. Es handelt sich dabei um Persönlichkeiten, die Ehrenbürger von Oschersleben (Bode) oder hier geboren sind oder hier gewirkt haben.
Für die Persönlichkeiten aus den nach Oschersleben (Bode) eingemeindeten Ortschaften siehe auch die entsprechenden Ortsartikel.

## Ehrenbürger der Stadt
- 1842: Julius Grosse, Bankier, Fabrik- und Rittergutsbesitzer, Ehrenbürger für seine Verdienste in Oschersleben
- Wilhelm Hohnemann, Ehrenbürger für selbstloses und langjähriges Wirkens für die Wohlfahrt
- Karl Schwanecke
- Hermann Behrens, Fabrikbesitzer
- Wilhelm Arnold Drews (1870–1938), Jurist und Landrat im Kreis Oschersleben[1]

## Söhne und Töchter der Stadt
- Friedrich Hortleder (1579–1640), Historiker, geboren in Ampfurth
- Bruno Beccerus (1582–1609), Pädagoge und Logiker
- Jacob Kotze (1590–1606), Adliger, geboren in Groß Germersleben
- Friedrich August Weihe (1721–1771), Erweckungsprediger, geboren in Hordorf
- Johann Friedrich Niemann (1764–1846), Mediziner, geboren in Hadmersleben
- Karl Friedrich August Grashof (1770–1841), Theologe, geboren in Groß Germersleben
- Heinrich Camin (1787–1848), Chronist des napoleonischen Russlandfeldzugs, geboren in Hornhausen
- Hans Wilhelm von Kotze (1802–1995), Regierungspräsident in Köslin und Erfurt, geboren in Groß Germersleben
- Gustav von Kotze (1806–1880), Generalleutnant, geboren in Klein Oschersleben
- Gustav Steinbrecht (1808–1885), Reiter, geboren in Ampfurth
- Gebhard von Kotze (1808–1893), Generalleutnant, geboren in Groß Germersleben
- Thilo von Trotha (1814–1888), Generalmajor, geboren in Groß Germersleben
- Ludwig Helf (1837–1918), Reichsgerichtsrat
- Walter Büchtemann (1838–1886), Reichstagsabgeordneter
- Werner Meyer (1838–1889), Landrat, geboren in Hadmersleben
- Wilhelm Perring (1838–1906), Landschaftsgärtner, geboren in Ampfurth
- Carl August Weber (1842–1908), Opernsänger, geboren in Hadmersleben
- Wilhelm Seelmann (1849–1940), Bibliothekar, Philologe und Germanist
- Ludwig von Windheim (1857–1935), Verwaltungsjurist, Oberpräsident der Provinzen Hessen-Nassau
- Konrad Keilhack (1858–1944), Geologe
- Emil Seelmann-Eggebert (1859–1915), Bibliothekar und Philologe
- Julius von Bernuth (1861–1957), Generalmajor
- Wilhelm F. Bode (1862–1922), Lehrer, Aktivist der Abstinenzbewegung-Bewegung und Schriftsteller, geboren in Hornhausen
- Charles Johann Palmié (1863–1911), Maler
- Georg Wimmer (1865–1945), Agrikulturchemiker
- Stefan von Kotze (1869–1909), Schriftsteller, geboren in Klein Oschersleben
- Carl Rieseberg (1869–1950), Politiker (DNVP)
- Hans Peter von Kotze (1873–1915), Verwaltungsbeamter, Landrat des preußischen Kreises Wanzleben, geboren in Klein Oschersleben
- Maximilian von der Asseburg-Neindorf (1874–1945), Rittergutsbesitzer, Verwaltungsbeamter und Parlamentarier, geboren auf Schloss Neindorf
- Nikolaus von Gerlach (1875–1955), Landrat in Bütow und Kolberg-Körlin
- Hans Ludolf von Kotze (1876–1952), Verwaltungsbeamter, geboren in Klein Oschersleben
- Wilhelm Ahrens (1878–1956), Drucker, Krankenkassenfunktionär und Kommunalpolitiker (SPD) in Berlin, Stadtältester von Berlin
- Francesco Sioli (1878–1958), Theaterintendant
- Julius Wrede (1881–1958), Landrat, Bankmanager und Rittergutsbesitzer
- Franz Henkel (1882–1959), Oberbürgermeister von Hannover, Unternehmer
- Wilhelm von der Heyde (1885–1972), Politiker (SPD), Oberbürgermeister von Delmenhorst, geboren in Hadmersleben
- Georg Schilling (1886–1952), Direktor der Provinzial-Taubstummenanstalt Halberstadt, Politiker (Zentrum), Mitglied des preußischen Staatsrats
- Julius Götsch (1887–1948), Baumeister
- Reinhold Koeppel (1887–1950), Maler
- Hans Steinemann (1890–1965), Politiker (DKP)
- Hedwig Forstreuter (1890–1967), Journalistin und Schriftstellerin
- Hubert Geissel (1891–1938), Polizeibeamter, geboren in Neindorf
- Charlotte Lorenz (1895–1979), Wirtschaftswissenschaftlerin
- Hans Diebow (1896–1975), Journalist und Schriftsteller
- Helmut Bergmann (1898–1946), Jurist, der während der Weimarer Republik und zur Zeit des Nationalsozialismus im Auswärtigen Amt als Diplomat tätig war und als Kriegsverbrecher in Moskau 1946 hingerichtet wurde, geboren in Klein Oschersleben
- Hans Müller (1898–1985), Ingenieur, Maler und Schriftsteller
- Alwin Wipper (1902–wohl 1945), Polizist und SS-Führer
- Wilhelm Hans Schönfeld (1903–1978), Elektroingenieur und als Professor von 1954 bis 1956 Rektor der Technischen Hochschule Hannover
- Erwin Hasselmann (1903–1994), Volkswirt, Genossenschafter und Publizist, geboren in Hadmersleben
- Walter Denecke (1906–1975), Maler und Grafiker, geboren in Kleinalsleben
- Ernst Loof (1907–1956), Ingenieur, Rennfahrer, Rennleiter und Unternehmer, geboren in Neindorf
- Wilhelm Müller (1912–1990), Sozialist, Widerstandskämpfer, Buddhist, geboren in Hornhausen
- Joachim Grauenhorst (1917–1998), Journalist und Maler
- Willy Bosold (1918–?), deutscher FDGB-Funktionär und Volkskammerabgeordneter
- Hans-Martin Schenke (1929–2002), evangelischer Theologe, Neutestamentler und Koptologe
- Wolfgang Wiefel (1929–1998), evangelischer Theologe und Hochschullehrer
- Gerhard Linnemann (1930–2001), Elektroingenieur, Rektor der TH Ilmenau
- Heinz Einbeck (1931–2008), Fußballschiedsrichter, geboren in Hornhausen
- Dieter Borchhardt (* 1931), Bildhauer, geboren in Emmeringen
- Eva Brandt (* 1933), Zuckertechnologie-Ingenieurin und niederdeutsche Autorin
- Wolfgang Schaper (* 1934), Kardiologe
- Volkmar Enderlein (* 1936), Kunsthistoriker und Archäologe
- Karsten Schmidt (* 1939), Rechtswissenschaftler
- Rainer Langhans (* 1940), Symbolfigur der 68er-Bewegung
- Dietmar Staender (* 1940), Volkskammerabgeordneter (FDJ)
- Dieter Schüler (1941–2024), Fußballspieler, geboren in Hornhausen
- Reiner Krziskewitz (* 1942), Politiker (CDU)
- Christine Harbort (1949–2003), Schauspielerin und Regisseurin
- Klaus Buhlert (* 1950), Komponist, Hörspielregisseur und Hörspielautor
- Jo. Harbort (* 1951), Bildhauer
- Wolfgang Rabsch (* 1951), Bakteriologe und Epidemiologe
- Dieter Klenke (* 1952), von 1993 bis 2015 Bürgermeister von Oschersleben
- Heinz Lassowsky (* 1952), Unternehmer und Politiker (CDU), geboren in Ampfurth
- Hans Walker (* 1953), Landrat Bördekreis und Landrat Börde
- Hans-Joachim Mewes (* 1954), Politiker (Die Linke), von 2006 bis 2016 Mitglied des Landtages von Sachsen-Anhalt
- Martin Klaus (* 1954), Pädagoge und Autor
- Lutz Trümper (* 1955), Oberbürgermeister von Magdeburg
- Elisabeth Klaus (* 1955), Soziologin und Kommunikationswissenschaftlerin, seit 2003 Professorin am Fachbereich Kommunikationswissenschaft an der Universität Salzburg
- Gloria Bruni (* 1955), Sängerin, Geigerin und Komponistin
- Plutonia Plarre (* 1955), Journalistin und Filmemacherin
- Jörg Kirbs (* 1957), Ingenieur, Professor, Rektor der Hochschule Merseburg
- Dietrich Weisel (* 1958), Agraringenieur, von 1986 bis 1990 Abgeordneter der Volkskammer der DDR
- Uwe Schrader (* 1959), Politiker (FDP) in Sachsen-Anhalt
- Gundel Sporleder (* 1959), Handballspielerin und -trainerin, geboren in Beckendorf-Neindorf
- Torsten Jeworrek (* 1961), Mathematiker, Vorstandsmitglied der Munich RE
- Ronald Mormann (* 1966), Politiker (SPD), von 2011 bis 2016 sowie von 2017 bis 2021 Abgeordneter im Landtag von Sachsen-Anhalt
- Ron Ringguth (* 1966), Sportreporter
- Jens Gerlach (* 1970), Fußballspieler, geboren in Beckendorf-Neindorf
- Mario Schneider (* 1970), Regisseur, geboren in Neindorf
- Frank Dreyer (* 1973), in Neindorf, Skat-Weltmeister 2024 des Skatverbandes International Skat Players Association (ISPA).
- Martin Wierig (* 1987), Diskuswerfer, geboren in Beckendorf-Neindorf
- Torben Brandt (* 1995), Diskuswerfer, geboren in Beckendorf-Neindorf

## Persönlichkeiten, die mit der Stadt in Verbindung stehen
- Johann Thal (1542–1583), Arzt und Botaniker. Sein offizielles botanisches Autorenkürzel lautet „Thal“, gestorben in Peseckendorf
- Ernst Vollrad von Vieregge (1744–1816), preußischer Generalmajor; 1802 Amtshauptmann in Oschersleben
- Friedrich Anton Harbort (1834–1866), katholischer Theologe und Pfarrer in Oschersleben von 1860 bis 1866
- Ferdinand Brockes (1867–1927 in Oschersleben), evangelischer Superintendent
- Karl Kellner (Lehrer) (1890–1965), Stadtchronist
- Joachim Weinhold (1931–1962), Todesopfer an der innerdeutschen Grenze, gestorben in Oschersleben